# مشتنور
مشتنور ، تلة مشتنور أو تلة مشتنور ، هي أعلى مكان في كوباني عين العرب حلب سوريا ( غرب كردستان ). تقع في جنوب وسط المدينة. وأصبح رمزاً للمقاومة خلال مقاومة كوباني ضد القوى الإرهابية.

## تاريخ
جهة الشمالية من تل تحوي على مغارات قديمة تعود الى عصور قديمة

## مصدر
1. ↑  "عدسة المرصد السوري: قاعدة روسية في جبل مشتنور بريف عين العرب (كوباني) شرقي حلب | المرصد السوري لحقوق الإنسان". 28 أغسطس 2022. اطلع عليه بتاريخ 2024-01-08.